# Gula villan, Görvälns slott

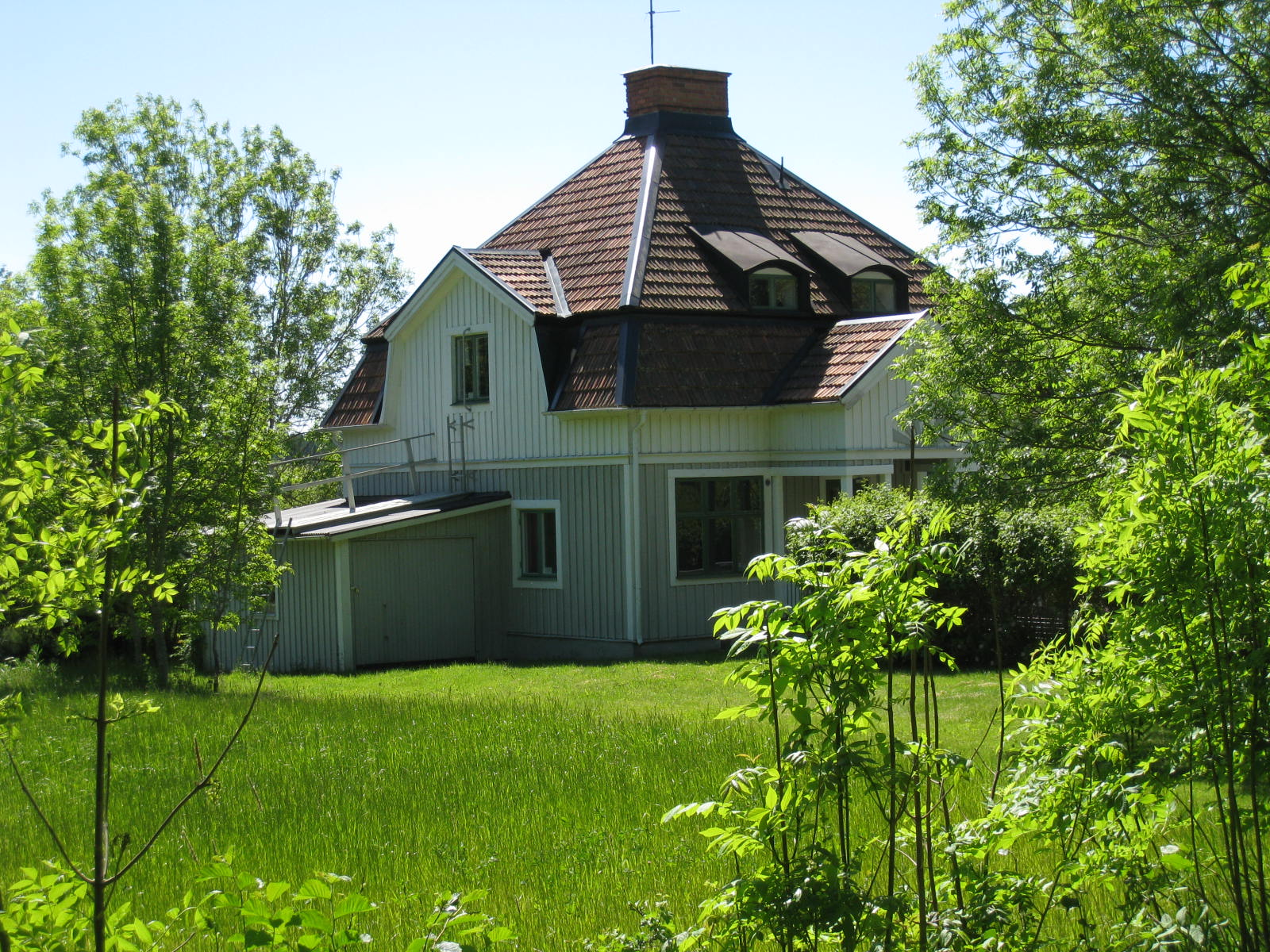
Gula villan vid Görvälns gård norr om Görvälns slott.

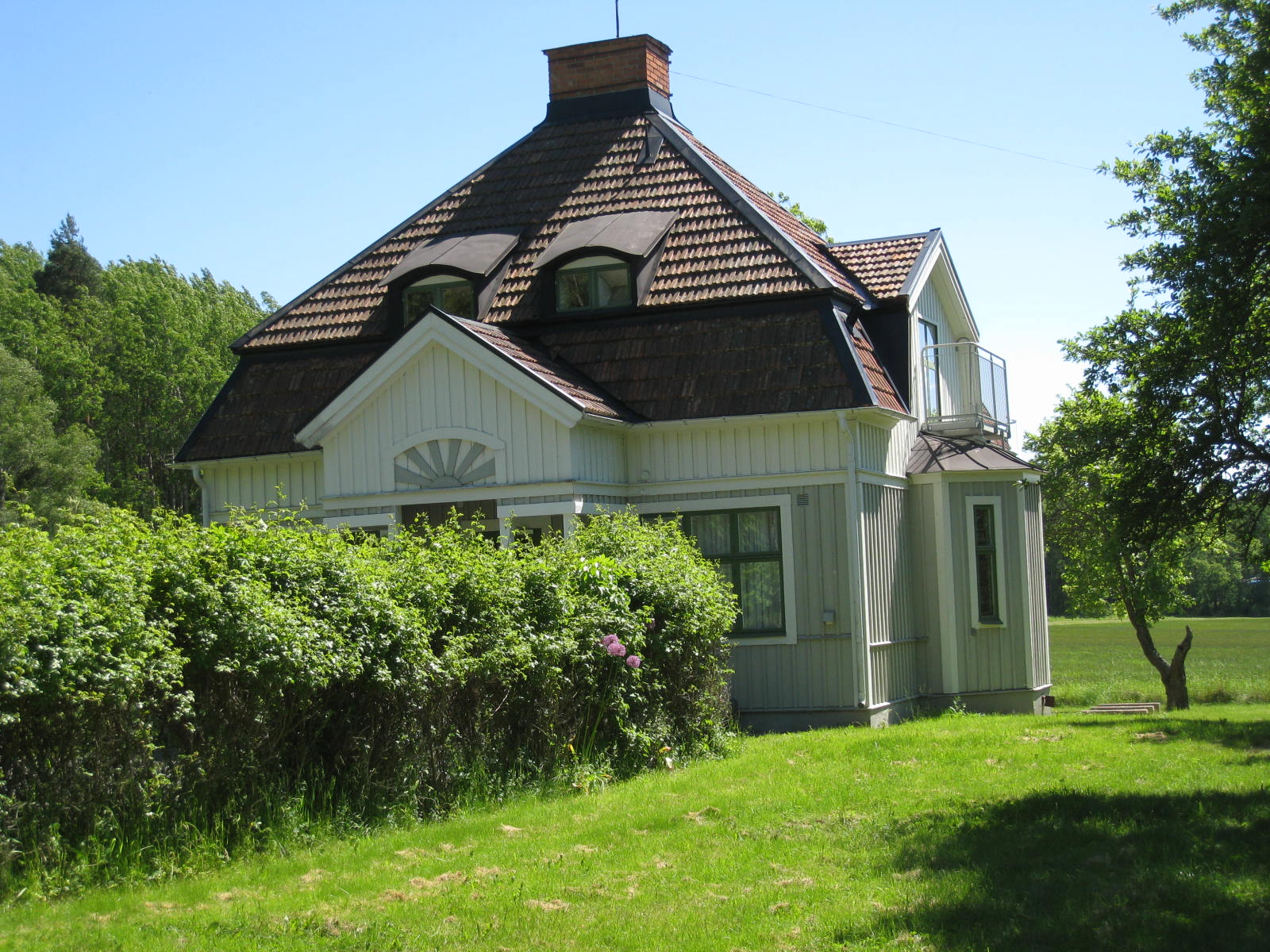
Gula villan renoverades 2006 och har återfått sin originalfärgsättning från 1889.

Gula villan  eller Bläckhornet, Görvälns slott är en byggnad som ligger 200 m norr om Görvälns slott i Görvälns slottspark på Görvälnsvägen i Järfälla kommun i Stockholms län. Villan ligger inom Görvälns naturreservat och Upplandsleden löper fram utefter vägen utanför.
Villan uppfördes 1889 och ligger på Görvälnsvägen. Den ligger 50 meter längre bort från Görvälns slott än Trädgårdsmästarbostaden och de båda husen ligger granne med varandra på allén vid Görvälnsvägen. Trädgårdsmästarbostaden byggdes först, det var under 1800-talets första del. Gula villan byggdes vid tiden då ingenjör Antenor Nydqvist var ägare till Görvälns slott. Han var slottsägare åren 1889-1900 och en känd industriman i verkstadsföretaget Nydqvist & Holm i Trollhättan. Han lät även bygga Rättarbostaden, en timmerbyggnad som utvändigt är beklädd med stående rödfärgad locklistpanel och ligger väster om ladugårdsbyggnaden. Det var också Antenor Nydqvist som skänkte mark i Oxhagen till byggandet av Görvälns skola, som invigdes 1896. Gula villan är ombyggd flera gånger och har använts som bostad.

## Historik

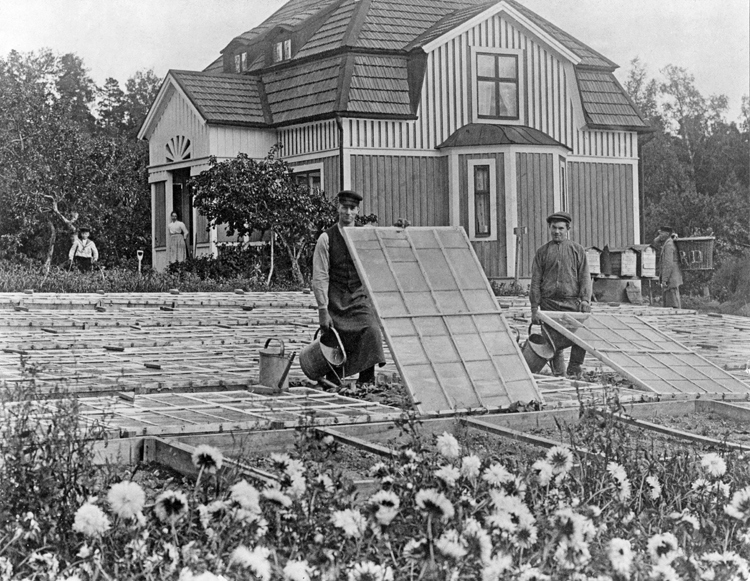
Gula villan 1914-1915, i förgrunden syns trädgårdsdrängar som arbetar vid drivbänkar.

Vid en renovering 2006 återfick Gula villan sin originalfärgsättning och villan är därmed inte längre gul. Nu är den ljusgrå i olika nyanser och med gröna fönsteromfattningar. Enligt uppgift är villan byggd 1889 och den kallades tidigare Bläckhornet på grund av sitt utseende med ett brant toppigt tak med en centralt placerad skorsten. Den har använts som tjänstebostad.

## Arkitektur
Villans har ett karaktäristiskt utseende genom det höga topptaket krönt med en central skorsten. Villan kallas därför även för Bläckhornet, för att den har formen av ett bläckhorn, såsom de brukade se ut, med ett brant toppigt tak. Gavlarna, burspråken och förstukvistarna har varierande höjder. På öst- och västfasaden avbryts takfallet av högre gavlar. Husets byggnadskropp är centralt rektangulär. För att uppnå en pittoresk effekt har, som ovan nämnts, den centrala byggnadskroppen tillfogats mindre volymer i form av förstukvistar och burspråk med varierande höjder. Så som namnet säger, Gula villan hade tidigare väggar av gul stående panel och med vita snickerier.

## Villa Bleckhornet
Idag används Gula villan under namnet Villa Bleckhornet till hotellrum för konferenser på Görvälns slott. Här finns 39-42 rum samt vardagsrum med soffgrupp. Inredningsstilen är 1920- till 1930-tal med pärlspont blandat med inslag av mörka möbler och zebramattor. I både Villa Bleckhornet och i Solbacka krog kan man genomföra möten i Chambre Separée, det vill säga i samma byggnad kan man både övernatta och genomföra möten. Några andra hotellbyggnader som också ingår i Görvälns slotts konferensanläggning är Södra flygeln, Norra flygeln, Solbacka krog och Villa Solbacka.

## Projektet Görvälns slott

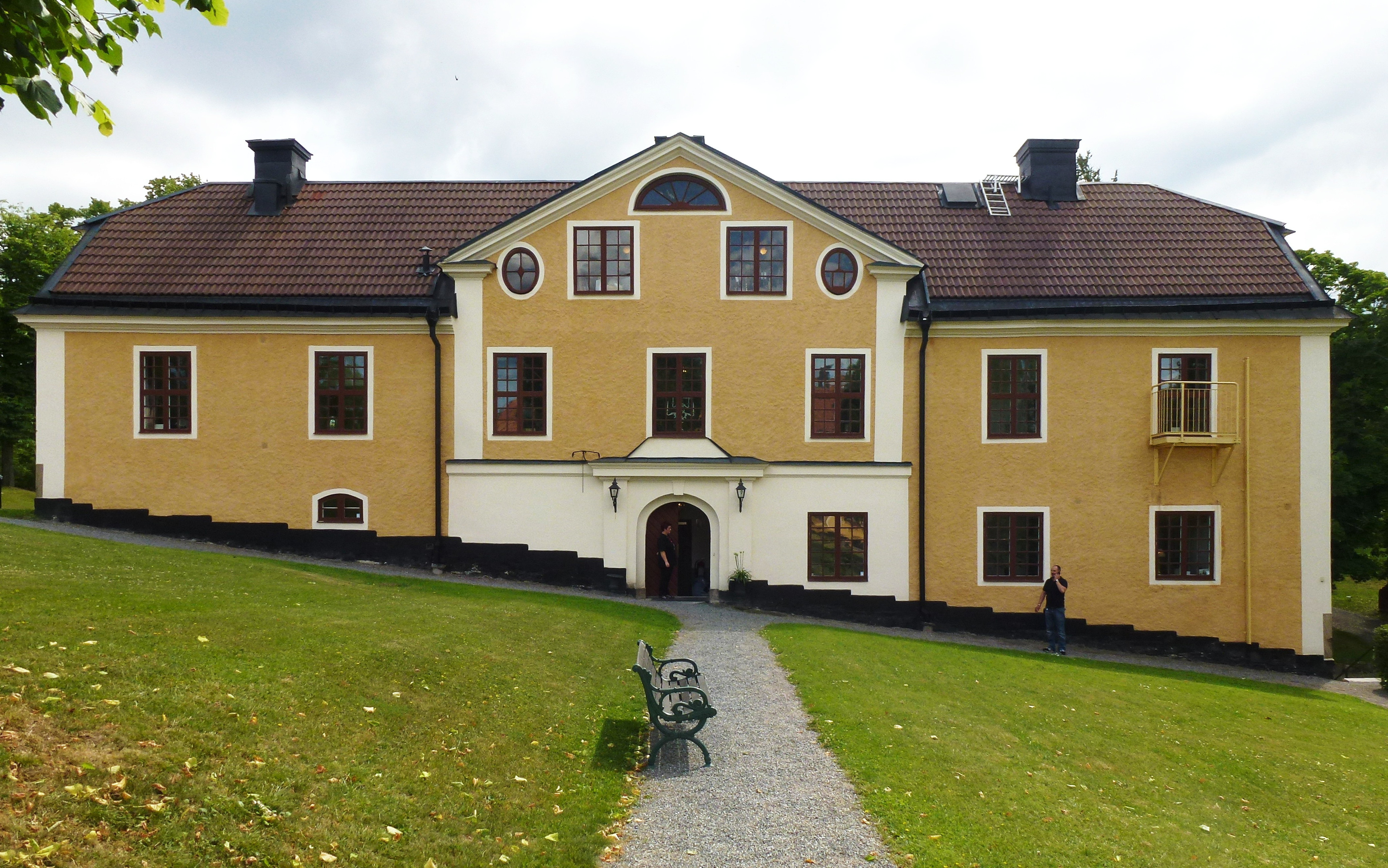
Görvälns slott, Södra flygeln.

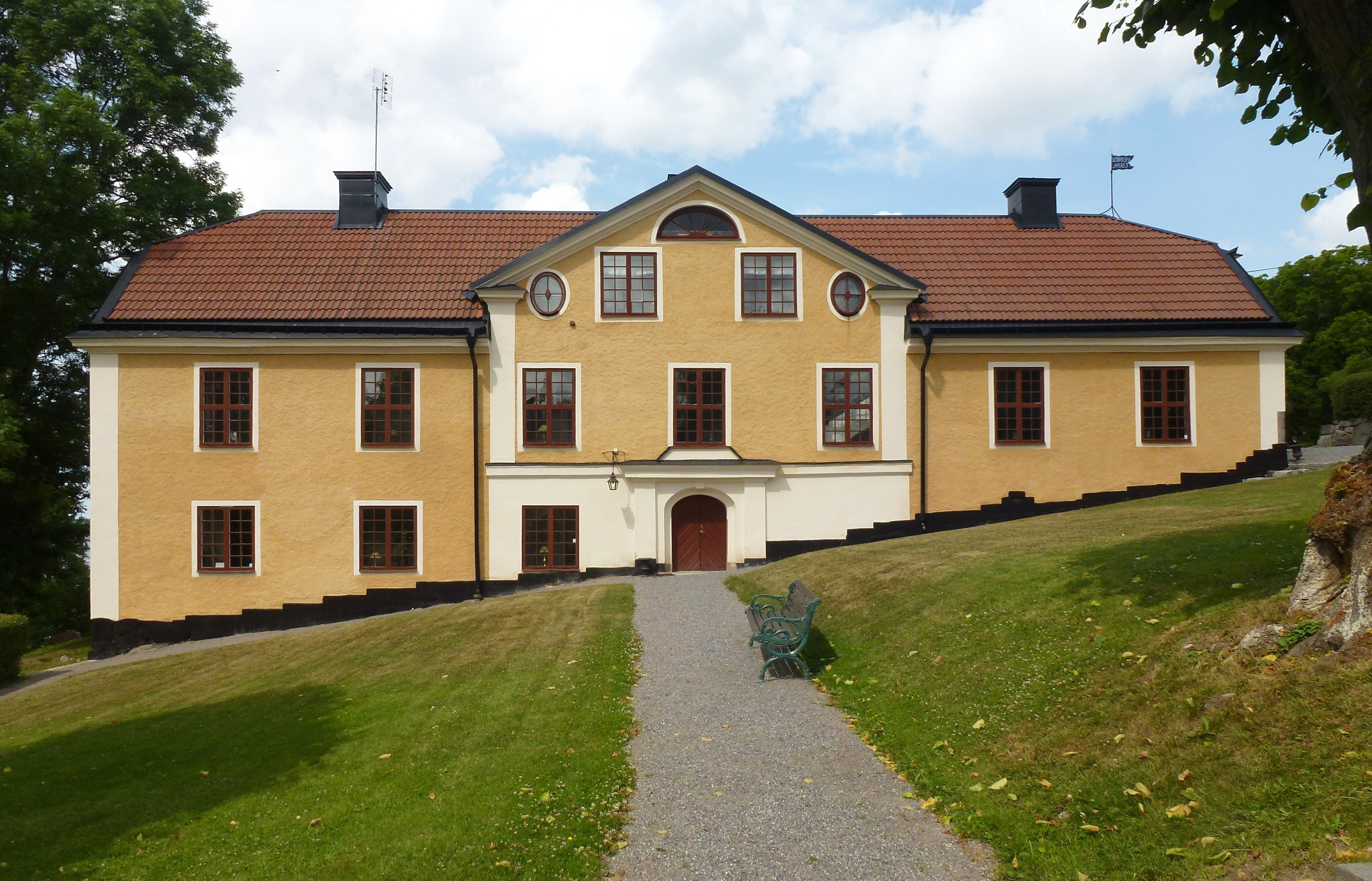
Görvälns slott, Norra flygeln.

Sommaren 2007 började förhandlingarna med Järfälla kommun att ta över driften av Görvälns slott. Då bestämdes det att man skulle bygga hotellrum i de gamla fastigheterna kring slottet. Idag har hotellet totalt 38 rum, alla rum i varierande storlek och form och med olika inredning. I september 2008 öppnade den nya restaurangen på Görvälns slott och i januari 2009 stod de första 34 rummen helt klara.
Görvälns slotts båda flyglar, Södra flygeln och Norra flygeln byggdes båda år 1679 och färdigställdes samtidigt som slottet. Byggnaderna ligger ca 20 meter från slottet. Idag har Södra flygeln 1-9 hotellrum och Norra flygeln har 28-38 hotellrum och med vacker utsikt över Mälaren. Inredningsstilen är så kallad "lekfull rokoko" med en "stor nypa tytänk".
Solbacka krog eller Villa Solbacka (Solbacka krog) byggdes på 1600-talet, de äldsta delarna i källaren från 1600-talet där är intakt, men själva huset byggdes om på 1800-talet. Görvälns krog fanns här ända fram till 1830-talet, på sommaren fungerade den som sjökrog för resande mellan Stockholm och Uppsala. Byggnaden ligger ca 200 meter söder om slottet vid en vik av Mälaren. Idag används Solbacka krog till hotellrum för konferenser med 14-20 rum samt ett mötesrum. Inredningsstilen går i så kallad "lekfull rokoko", samma stil som i flyglarna.
Villa Solbacka, annex till Solbacka krog, byggdes 1928-1929 av Torsten Friis för att inhysa hans prominenta gäster som ofta besökte slottets fester. Det var för att kunna härbärgera alla gäster som Annexet, Villa Solbacka, byggdes. Sällskapslivet var omfattande, bland annat räknades Gustav VI Adolf till umgänget. Mauritz Salins dotter Lotty bodde då annexet byggdes med maken, generalen och adjutanten Torsten Friis i Solbacka annex under somrarna. Villan ligger ca 200 meter söder om slottet och har 21-27 rum och ett vardagsrum med skinnfåtöljer. Inredningsstilen är 1920-talet och 1930-talet med mörka trägolv, skinn, kristallglas och zebramattor.

## Källa
- Beatrice Fizir-Chrapkowski, Hus och miljöer i Järfälla – en byggnadshistorisk inventering, Järfälla kulturnämnd, 1978, sidan 81. ISBN 91-7260-204-X.
- Ingrid Kennerstedt Bornhall, Görvälns gård och slott, Historik, Järfälla Kultur 2008.